# Luc Ferry
Luc Ferry, född 1 januari 1951 i Colombes i Hauts-de-Seine, är en fransk politisk filosof och politiker, känd för sina beslut som utbildningsminister 2002-2004.
Ferry studerade vid bland annat Université Paris-Sorbonne, har examen i filosofi och är doktor i statsvetenskap. Till hans akademiska meriter hör att ha undervisat vid bland annat École normale supérieure och Reims universitet. Han är professor i filosofi vid universitetet vid Université Paris-Diderot. 7 maj 2002 utsågs han till utbildnings- och forskningsminister i Jean-Pierre Raffarins regering, varunder han förbjöd huvuddukar och religiösa symboler i skolor. I ideologiskt avseende betraktas han som antimarxist och liberal med den sekulära humanismen som värdegrund. I egenskap av akademiker har han utifrån ett humanistiskt betraktelsesätt kritiserat den ekologiska ordningen i Le Nouvel ordre écologique, l'arbre, l'animal et l'homme (1992) som översattes till flera språk.

## Verk
Verk som översatts till svenska
- 1997 - Den nya ekologiska ordningen, övers. Stefan Jordebrandt

Originalutgåvor
- 1984 - 1985, Philosophie politique, i 3 band i samarbete med Alain Renaut.
- 1985, La Pensée 68. Essai sur l'antihumanisme contemporain, i samarbete med Alain Renaut.
- 1985, Système et critique, som medförfattare.
- 1988, Heidegger et les modernes, som medförfattare.
- 1990, Homo aestheticus. L'invention du goût à l'âge démocratique.
- 1991, Pourquoi nous ne sommes pas nietzschéens ?, som medförfattare.
- 1992, Le Nouvel ordre écologique, l'arbre, l'animal et l'homme, belönades med Prix Médicis essai samt Prix Jean-Jacques Rousseau.
- 1996, L'Homme-Dieu ou le sens de la vie, belönades med Prix littéraire des Droits de l'homme'Ф'.
- 1998, La Sagesse des modernes ett samarbete med André Comte-Sponville, erhöll Prix Ernest-Thorel
- 1998, Le Sens du beau.
- 1999, Philosopher à dix-huit ans, som medförfattare.
- 2000, Qu'est-ce que l'homme ?, ett samarbete med Jean-Didier Vincent.
- 2002, Qu'est-ce qu'une vie réussie ?.
- 2004, Le religieux après la religion, med Marcel Gauchet.
- 2005, Comment peut-on être ministre ? Essai sur la gouvernabilité des démocraties.
- 2006, Apprendre à vivre : Traité de philosophie à l'usage des jeunes générations.
- 2016, La révolution transhumaniste: Comment la technomédecine et l'uberisation du monde vont bouleverser nos vies